# Pećinci
Pećinci su jedino selo koje je općinski centar u Srijemu. 
Ima 2.500 stanovnika. 
Izrazito poljodjelsko područje, sa značajnim udjelom stočarstva kao gospodarskom djelatnošću. 
Posljednjih godina sve više se razvija povrtlarstvo, posebice proizvodnja bostana. 
Tvornica šećera je najznačajnija tvrtka. Poznati turistički objekt je Obedska bara.
U sezoni 2012./2013. u srpsku Superligu ušao je nogometni klub iz Pećinaca FK Donji Srem.